# هاچ زنبور عسل
هاچ زنبور عسل با نام اصلی ماجراهای هاچ زنبور عسل (به ژاپنی: みなしごハッチ) انیمه‌ای است ۹۱ قسمتی ساخته شده به سال ۱۹۷۰، از محصولات استودیو Tatsunoko Production. شخصیت اصلی این سریال کارتونی، هاچ با صدای خانم ناهید امیریان شمس‌آبادی در ایران دوبله گردید. این انیمیشن همراه با چند انیمیشن دیگر در دهۀ شصت از برنامۀ کودک و نوجوان صدا‌وسیمای جمهوری اسلامی ایران پخش می‌شد.